# Rajon Slowjansk
Der Rajon Slowjansk (ukrainisch Слов'янський район Slowjanskyj rajon; russisch Славянский район Slawjanski rajon) war eine Verwaltungseinheit innerhalb der Oblast Donezk im Osten der Ukraine.

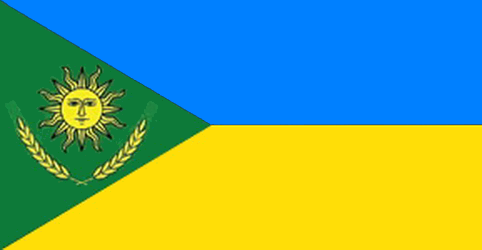
Flagge des Rajons

Der 1923 gegründete Rajon hatte eine Fläche von 1278 km² und eine Bevölkerung von 45.917 Einwohnern (Stand:2020). Der Verwaltungssitz befand sich in der namensgebenden Stadt Slowjansk, die jedoch selbst kein Teil des Rajons war.
Am 17. Juli 2020 kam es im Zuge einer großen Rajonsreform zum Anschluss des Rajonsgebietes an den Rajon Kramatorsk.

## Geographie
Der Rajon lag im Norden der Oblast Donezk. Er grenzte im Nordwesten an den Rajon Isjum (in der Oblast Charkiw), im Nordosten an den Rajon Lyman, im Südosten an den Rajon Bachmut, im Süden an den Rajon Kostjantyniwka, im Südwesten an den Rajon Dobropillja sowie im Westen an den Rajon Oleksandriwka und den Rajon Barwinkowe (Oblast Charkiw).

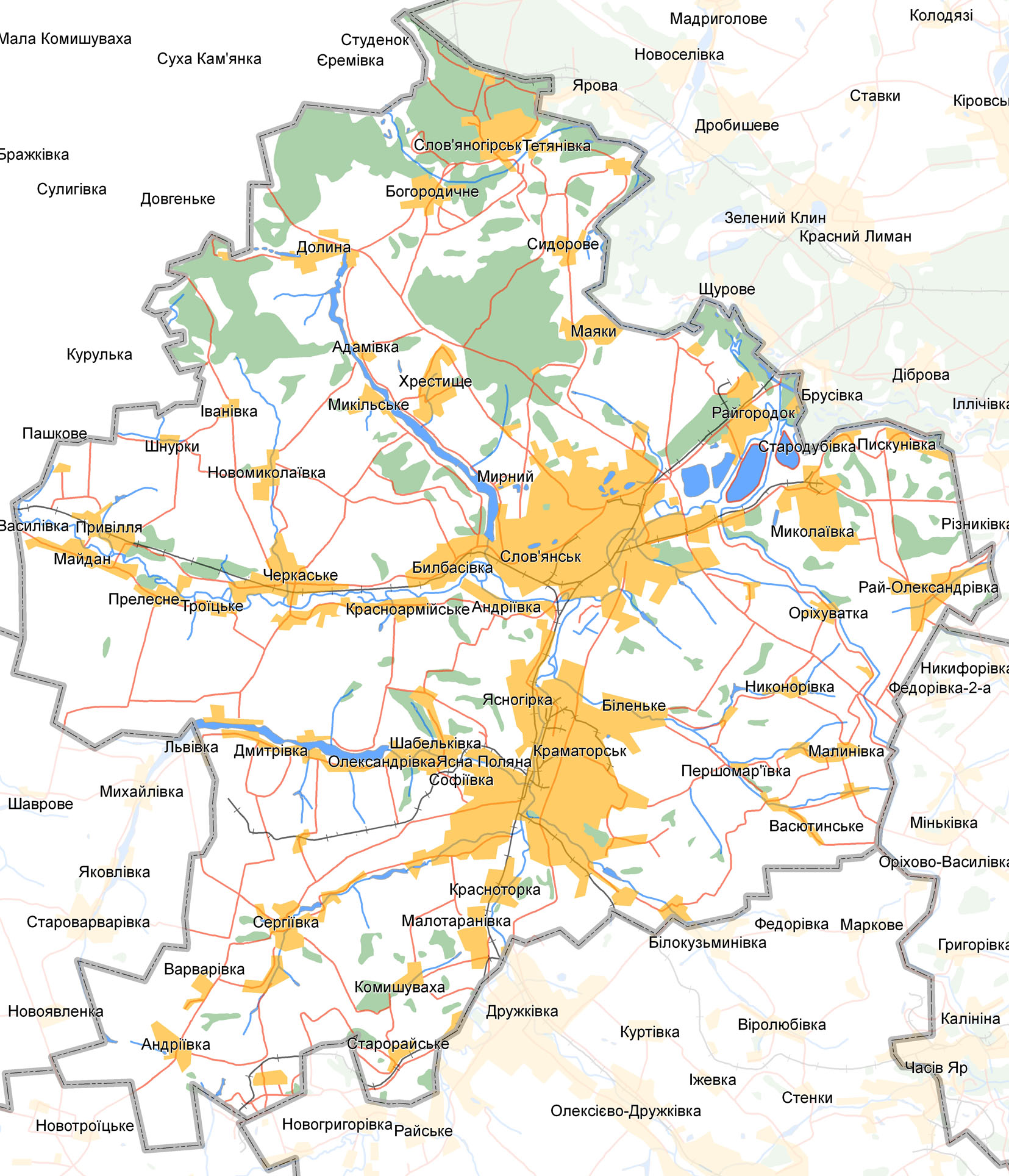
Übersichtskarte des Rajons

Durch das ehemalige Rajonsgebiet fließen die Flüsse Kasennyj Torez, Suchyj Torez, Siwerskyj Donez sowie die Majatschka (Маячка). Das Gebiet liegt im Bereich der Donezplatte, dabei ergeben sich Höhenlagen zwischen 80 und 220 Höhenmetern.

## Administrative Gliederung
Auf kommunaler Ebene war der Rajon in eine Stadtratsgemeinde, drei Siedlungsratsgemeinden, eine Siedlungsgemeinde sowie 12 Landratsgemeinden unterteilt, denen jeweils einzelne Ortschaften untergeordnet waren.
Zum Verwaltungsgebiet gehörten:
- 1 Stadt
- 5 Siedlungen städtischen Typs
- 41 Dörfer
- 1 Ansiedlung

### Städte
| Städte                   | Städte     | Städte                   |
| Name                     | Name       | Name                     |
| ukrainisch transkribiert | ukrainisch | russisch                 |
| ------------------------ | ---------- | ------------------------ |
| Mykolajiwka              | Миколаївка | Николаевка (Nikolajewka) |

### Siedlungen städtischen Typs
| Siedlungen städtischen Typs | Siedlungen städtischen Typs | Siedlungen städtischen Typs |
| Name                        | Name                        | Name                        |
| ukrainisch transkribiert    | ukrainisch                  | russisch                    |
| --------------------------- | --------------------------- | --------------------------- |
| Andrijiwka                  | Андріївка                   | Андреевка (Andrejewka)      |
| Bylbassiwka                 | Билбасівка                  | Былбасовка (Bylbassowka)    |
| Donezke                     | Донецьке                    | Донецкое (Donezkoje)        |
| Rajhorodok                  | Райгородок                  | Райгородок (Raigorodok)     |
| Tscherkaske                 | Черкаське                   | Черкасское (Tscherkasskoje) |

### Dörfer und Siedlungen
| Dörfer                                | Dörfer                        | Dörfer                                                        | Dörfer            |
| Name                                  | Name                          | Name                                                          | Gemeindezuordnung |
| ukrainisch transkribiert              | ukrainisch                    | russisch                                                      | Gemeindezuordnung |
| ------------------------------------- | ----------------------------- | ------------------------------------------------------------- | ----------------- |
| Adamiwka                              | Адамівка                      | Адамовка (Adamowka)                                           | Chrestyschtsche   |
| Andrijiwka                            | Андріївка                     | Андреевка (Andrejewka)                                        | Andrijiwka        |
| Bohorodytschne                        | Богородичне                   | Богородичное (Bogoroditschnoje)                               | Dolyna            |
| Chrestyschtsche                       | Хрестище                      | Крестище (Krestischtsche)                                     | Chrestyschtsche   |
| Dmytriwka                             | Дмитрівка                     | Дмитровка (Dmitrowka)                                         | Dmytriwka         |
| Dolyna                                | Долина                        | Долина (Dolina)                                               | Dolyna            |
| Hlyboka Makatycha                     | Глибока Макатиха              | Глубокая Макатиха (Glubokaja Makaticha)                       | Chrestyschtsche   |
| Iwaniwka                              | Іванівка                      | Ивановка (Iwanowka)                                           | Tscherkaske       |
| Jurkiwka                              | Юрківка                       | Юрковка (Jurkowka)                                            | Malyniwka         |
| Karpiwka                              | Карпівка                      | Карповка (Karpowka)                                           | Rajhorodok        |
| Krasnopillja                          | Краснопілля                   | Краснополье (Krasnopolje)                                     | Dolyna            |
| Majaky                                | Маяки                         | Маяки (Majaki)                                                | Majaky            |
| Majatschka (bis 2016 Oktjabrske)      | Маячка (О́ктябрське)           | Маячка/Октябрьское (Oktjabrskoje)                             | Tscherkaske       |
| Majdan                                | Майдан                        | Майдан (Maidan)                                               | Tscherkaske       |
| Malyniwka                             | Малинівка                     | Малиновка (Malinowka)                                         | Malyniwka         |
| Masaniwka                             | Мазанівка                     | Мазановка (Masanowka)                                         | Dolyna            |
| Mykilske                              | Микільське                    | Никольское (Nikolskoje)                                       | Chrestyschtsche   |
| Nowoandrijiwka                        | Новоандріївка                 | Новоандреевка (Nowoandrejewka)                                | Andrijiwka        |
| Nowomykolajiwka                       | Новомиколаївка                | Новониколаевка (Nowonikolajewka)                              | Tscherkaske       |
| Nowoseliwka (bis 2016 Krasnoarmijske) | Новоселівка (Красноармійське) | Новосёловка (Nowosjolowka)/Красноармейское (Krasnoarmeiskoje) | Tscherkaske       |
| Nykonoriwka                           | Никонорівка                   | Никоноровка (Nikonorowka)                                     | Malyniwka         |
| Oleksandriwka                         | Олександрівка                 | Александровка (Alexandrowka)                                  | Tscherkaske       |
| Orichuwatka                           | Оріхуватка                    | Ореховатка (Orechowatka)                                      | Malyniwka         |
| Perschomarjiwka                       | Першомар'ївка                 | Першомарьевка (Perschomarjewka)                               | Malyniwka         |
| Prelesne                              | Прелесне                      | Прелестное (Prelestnoje)                                      | Tscherkaske       |
| Pryschyb                              | Пришиб                        | Пришиб (Prischib)                                             | Majaky            |
| Prywillja                             | Привілля                      | Приволье (Priwolje)                                           | Tscherkaske       |
| Pyskuniwka                            | Пискунівка                    | Пискуновка (Piskunowka)                                       | Raj-Oleksandriwka |
| Raj-Oleksandriwka                     | Рай-Олександрівка             | Рай-Александровка (Rai-Alexandrowka)                          | Raj-Oleksandriwka |
| Rohanske                              | Роганське                     | Роганское (Roganskoje)                                        | Serhijiwka        |
| Schnurky                              | Шнурки                        | Шнурки (Schnurki)                                             | Tscherkaske       |
| Selesniwka                            | Селезнівка                    | Селезнёвка (Selesnjowka)                                      | Rajhorodok        |
| Serhijiwka                            | Сергіївка                     | Сергеевка (Sergejewka)                                        | Serhijiwka        |
| Starodubiwka                          | Стародубівка                  | Стародубовка (Starodubowka)                                   | Raj-Oleksandriwka |
| Sydorowe                              | Сидорове                      | Сидорово (Sidorowo)                                           | Majaky            |
| Tetjaniwka                            | Тетянівка                     | Татьяновка (Tatjanowka)                                       | Majaky            |
| Torez                                 | Торець                        | Торец                                                         | Bylbassiwka       |
| Trojizke                              | Троїцьке                      | Троицкое (Troizkoje)                                          | Tscherkaske       |
| Tychoniwka                            | Тихонівка                     | Тихоновка (Tichonowka)                                        | Malyniwka         |
| Warwariwka                            | Варварівка                    | Варваровка (Warwarowka)                                       | Andrijiwka        |
| Wasjutynske                           | Васютинське                   | Васютинское (Wasjutinskoje)                                   | Malyniwka         |
| Siedlungen                            |                               |                                                               |                   |
| Myrne                                 | Мирне                         | Мирное (Mirnoje)                                              | Myrne             |